# علی ماهیار
علی ماهیار(۱۲۹۵–۱۳۷۶) نماینده حوزه انتخابیه آستارا در مجلس شورای ملی بود.

## تحصیلات
علی ماهیار در سال ۱۲۹۵ به دنیا آمد. او ابتدا تحصیلات اولیه خود را در دانش سرای مقدماتی پسران رشت به پایان برد و در سال ۱۳۳۳ موفق به اخذ لیسانس در رشته ادبیات فارسی از دانشسرای عالی تهران گردید.

## فعالیتهای اداری
ماهیار پس از فراغت از تحصیل در دانشسرای مقدماتی به استخدام اداره اوقاف و معارف گیلان درآمد و پس از اخذ لیسانس به اداره آموزش و پرورش منتقل به در سمت دبیر مشغول به خدمت شد. او در سال ۱۳۳۶ رئیس اداره آموزش متوسط فرهنگ رشت و بعد ریاست دانش سرای مقدماتی و تربیت معلم رشت را بر عهده داشت.
وی در سال ۱۳۴۲ به دادستانی اداری و معاون تعلیمات استان گیلان و رئیس تربیت معلم و سرپرستی سپاه دانش انتخاب گردید. او پس از پایان دوره مجلس بیست و دوم به مدیر کلی استان رضائیه و استان مازندران منصوب شد. آخرین پس وی قبل از بازنشستگی بازرس وزارت آموزش و پرورش بود.

## فعالیت‌های سیاسی
علی ماهیار فعالیت‌های سیاسی خود را در سال ۱۳۳۸ با عضویت در حزب ملیون آغاز کرد و در سال ۱۳۴۵ به حزب ایران نوین پیوست و رئیس کمیته حزب در گیلان شد. او با معرفی این حزب در سال ۱۳۴۶ به نمایندگی در مجلس شورای ملی از حوزه آستارا انتخاب شد.>
ماهیار پس از بازنشستگی به فعالیت در سندیکای شرکت‌های ساختمانی مشغول شد و در سال ۱۳۷۶ فوت کرد.